# 渋谷優衣
渋谷 優衣（しぶや ゆい、1995年11月27日 - ）は、北海道函館市出身のハンドボール選手。フェロー諸島ハンドボールリーグのネイスティン所属。

## 経歴
東海大学時代は2017年2月にカザフスタン代表との親善試合「ヤングおりひめトライアルゲームズ」の日本代表U-22に選出。
2018年に日本ハンドボールリーグのソニーセミコンダクタマニュファクチャリングへ加入。11月には日本代表の第4回強化合宿に招集された。
2019年5月に日本代表の第1回強化合宿に招集。7月には第2回欧州遠征の日本代表メンバーに選ばれた。
2021年、ソニーを退団し、SLベンフィカに移籍。
2021-22シーズン、SLベンフィカにて16試合に出場しリーグ優勝を果たす。
2022年、マイアスターズに移籍。
2022-2023年、マイアスターズにて21試合に出場。

## 詳細情報

### 年度別成績
| 年       | チーム   | 試合 | FS 阻止 | 率   | 7m 阻止 | 率   |
| -------- | -------- | ---- | ------- | ---- | ------- | ---- |
| 2018-19  | ソニー   | 12   | 1/4     | .250 | 1/7     | .143 |
| 2019-20  | ソニー   | 11   | 7/19    | .368 | 4/20    | .200 |
| 2020-21  | ソニー   | 3    | -       | -    | 1/3     | .333 |
| JHL：3年 | JHL：3年 | 26   | 8/23    | .348 | 6/30    | .200 |

### 背番号
- 22 (2018 - 2021年)
- 16（2021 - 2022年）
- 63（2022 - 2023年)
- 22  (2023年- 現在)

## 代表歴

### 日本代表
- 欧州遠征 (2019年)

### 日本代表U-22
- ヤングおりひめトライアルゲームズ (2017年)